# Paul Baran
Paul Baran (29. dubna 1926, Grodno – 26. března 2011, Palo Alto) byl americký informatik a elektrotechnik židovského původu narozený na území dnešního Běloruska (tehdy Polska). Byl průkopníkem počítačových sítí, navrhl síť Arpanet, která se stala základem internetu. Klíčovým pro možnost posílání informací po sítích byl jeho objev rozsekání informací do paketů. 
Vystudoval elektrotechniku na Drexel University ve Filadelfii (bakalář, 1949) a na Kalifornské univerzitě v Los Angeles (magistr, 1959). Poté pracoval pro RAND Corporation, kde pracoval na úkolu vytvořit informační síť, která by přestála jaderný útok na Spojené státy. Přitom učinil svůj hlavní objev: tzv. přepínání paketů a síť založená na tomto přepínání.  Firmu opustil roku 1968. Později založil několik obchodních společností, mj. Metricom, první firmu pro bezdrátový internet.